# Venă lombară ascendentă
Vena lombară ascendentă este o venă care urcă de-a lungul regiunii lombare de o parte a coloanei vertebrale .

## Anatomie
Vena lombară ascendentă este o structură pereche (adică una pentru latura dreaptă și alta pentru latura stângă a corpului). Începe de la venele sacrale laterale și se merge superior, intersectându-se cu venele lombare pe măsură ce le traversează. 
Când vena lombară ascendentă traversează vena subcostală, devine una dintre următoarele: 
- vena azygos (în cazul venei lombare ascendente drepte )
- venă hemiazygos (în cazul venei lombare ascendente stângi )

1. Prima și a doua venă lombară se termină în vena lombară ascendentă (a treia și a patra venă lombară se deschide în aspectul posterior al venei cave inferioare)